# Sardane

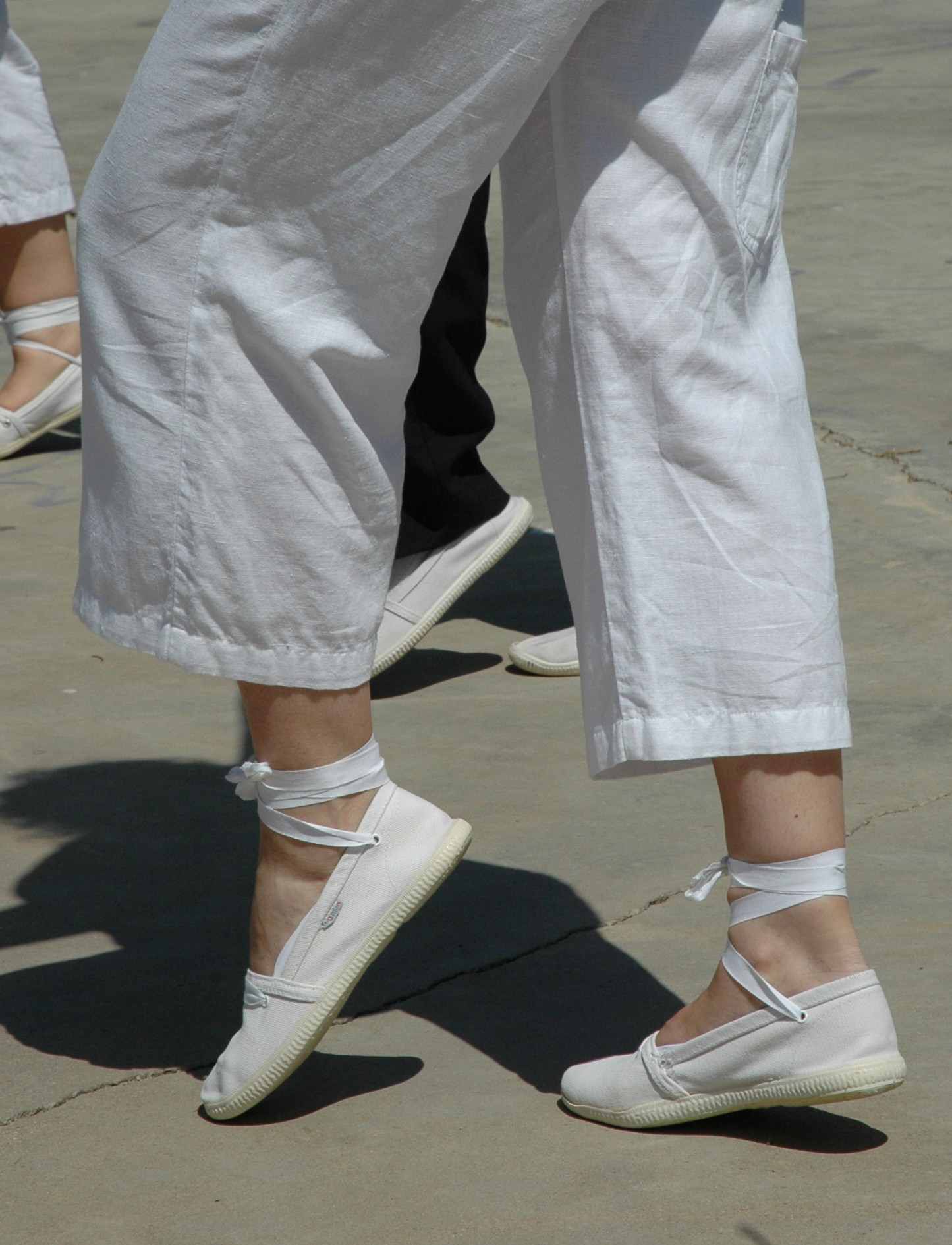
Une sardane à la Festa Major de Millas

La sardane (en catalan Sardana) est une danse traditionnelle catalane où les danseurs en cercle se tiennent par la main, accompagnés par la musique d'un ensemble instrumental appelé cobla. Le terme désigne également la musique qui accompagne la danse.

## Origines

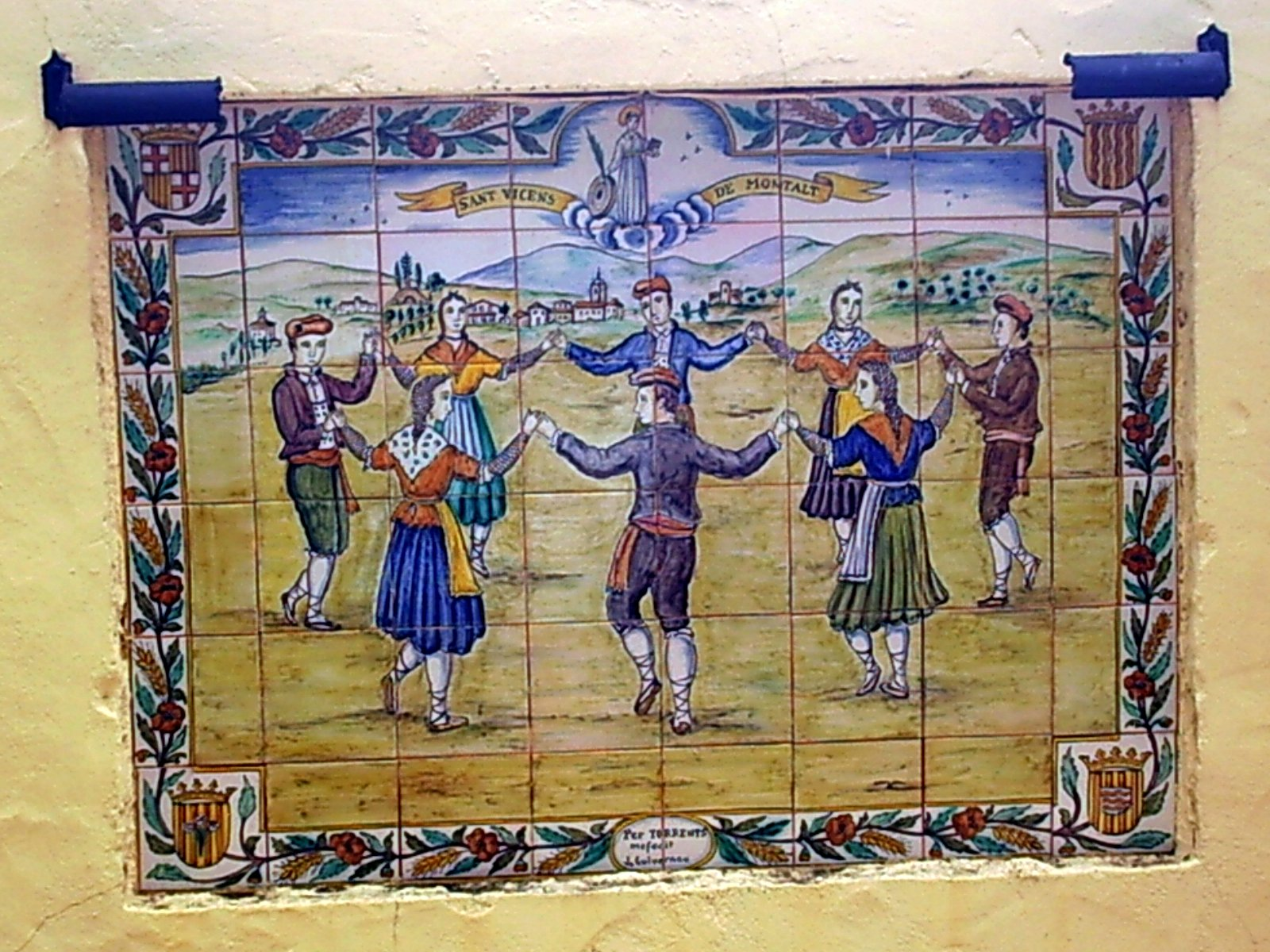
Sardane

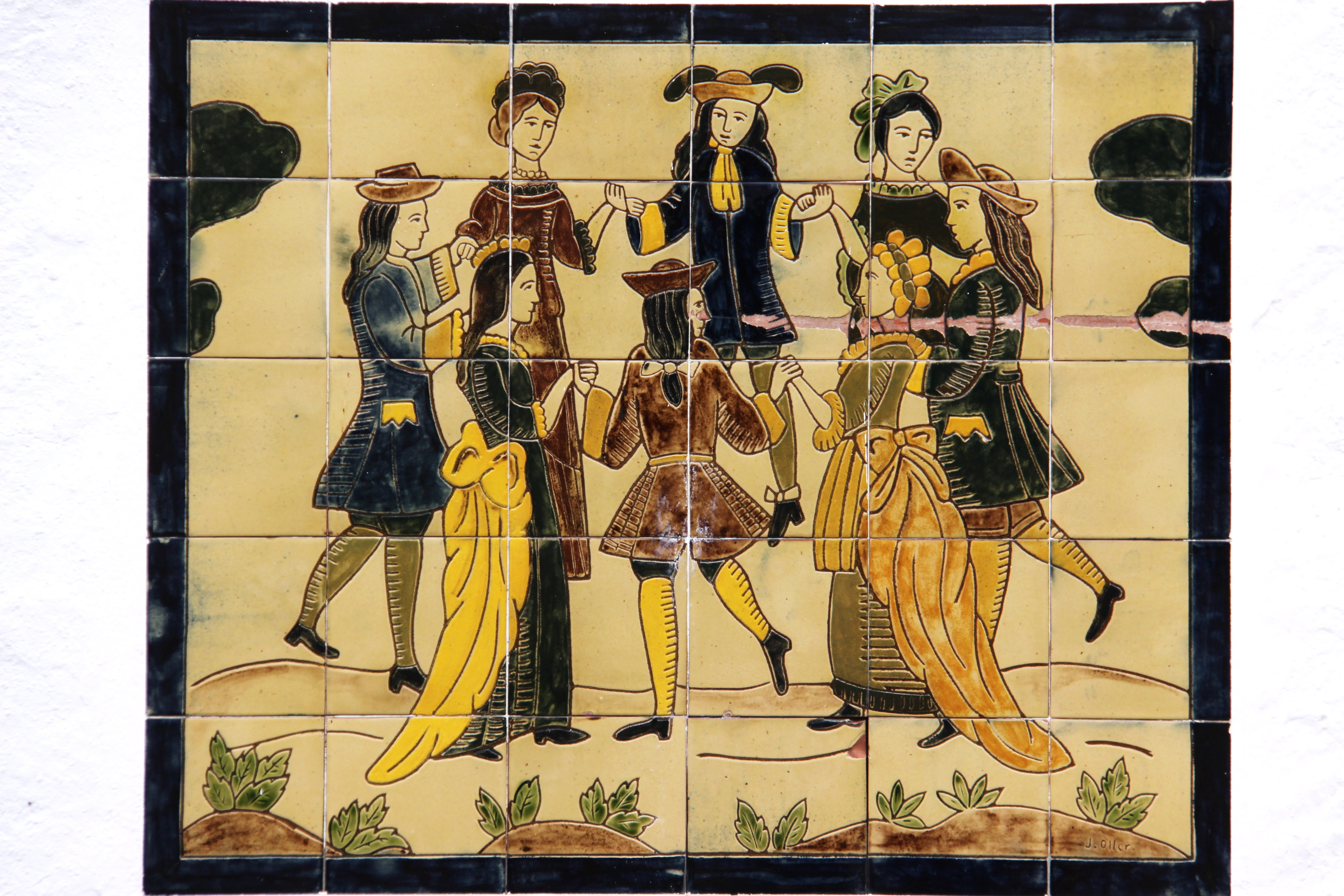
Sardane

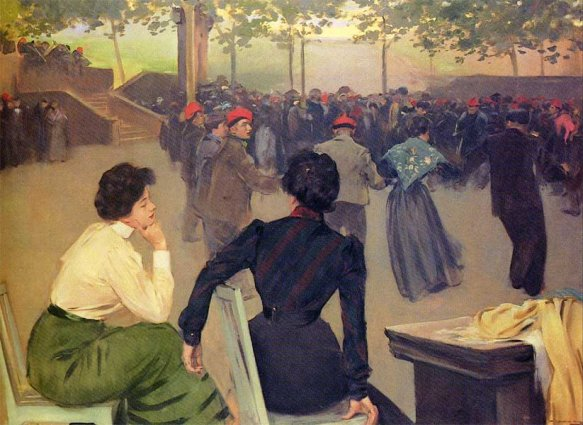
Sardane

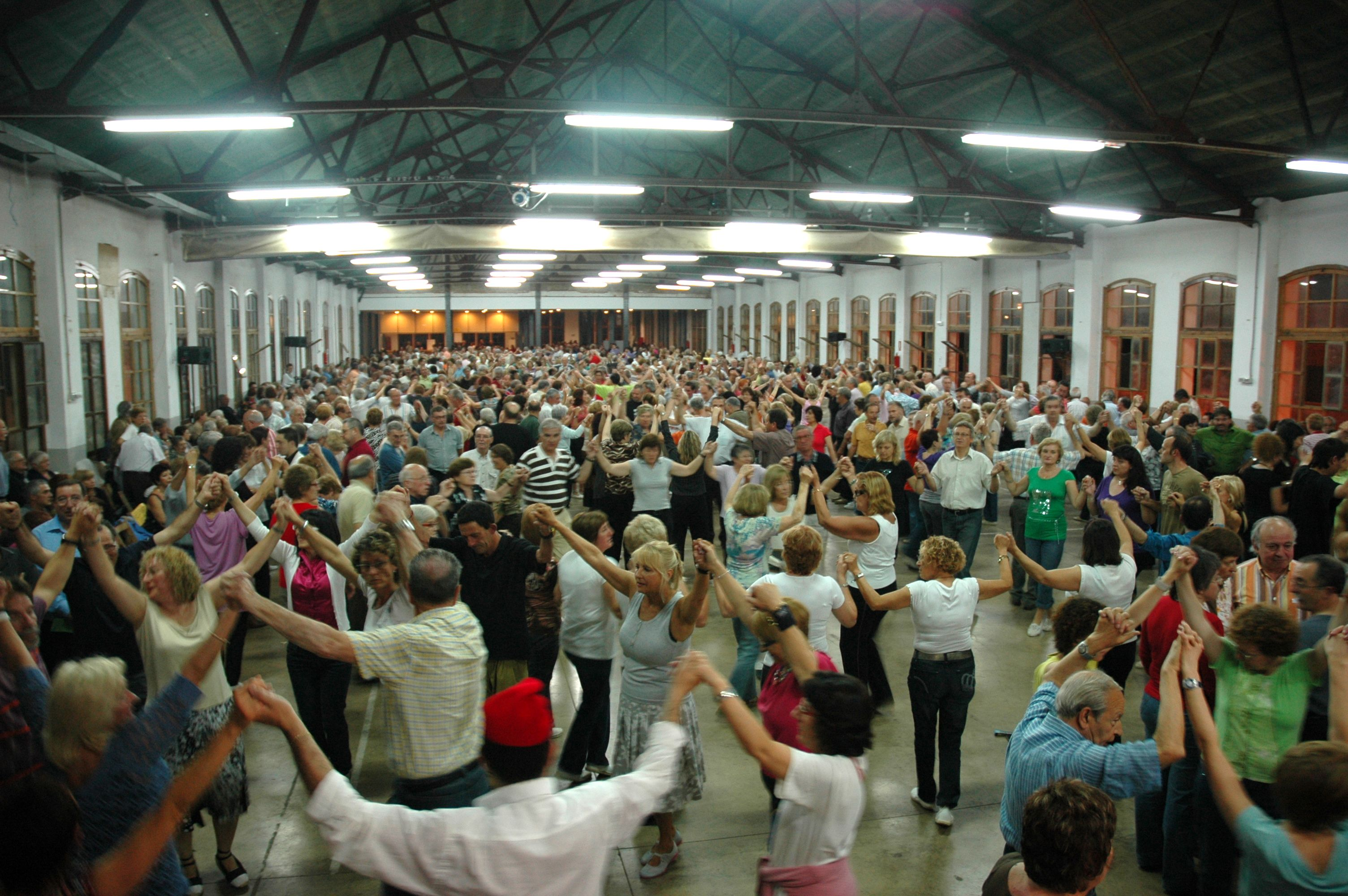
Sardane

Le géographe grec Strabon (Ier siècle) cite une danse en rond en tant que danse d'offrande à la Lune, pratiquée par les Ibères qui occupaient la partie occidentale du littoral Roussillonnais, sans toutefois qu'aucune filiation ne puisse être établie, tant les danses en rond de la Méditerranée antique étaient nombreuses. 
Dès le XVIe siècle, les Catalans dansaient le « contrapàs », avec beaucoup d'analogie avec les pas courts et les pas longs de l'actuelle sardane. La plupart des contrepas s’enchaînaient avec une sardane courte.
La sardane actuelle descend de cette sardane courte dont elle ne se différencie que par l'augmentation du nombre des mesures — à l'origine 24 comme les heures du jour — et la présence d'un plus grand nombre d'instruments dans la cobla. Il faut aussi préciser que les pas courts et les pas longs entre les deux types historiques de la sardane diffèrent notablement. La sardane actuelle est née, au milieu du XIXe siècle, sous l'impulsion d'un musicien de Figueras nommé Pep Ventura et du chorégraphe de Toroella de Montgri, Miquel Pardas.
La sardane se danse en cercle fermé, alternant si possible un homme et une femme, la femme à droite de son partenaire. Mais ce principe n'exclut en aucune manière des rondes impaires. Précisons aussi que les sardanes des dimanches midi d'autrefois étaient dansées quasi exclusivement pas les hommes pendant que leurs épouses étaient appelées à d'autres tâches.
Cette ronde traditionnelle a été introduite en Vallespir par les cobles de la Garotxa voisine venant animer les fêtes de villages vers 1905 et dans le reste des Pyrénées-Orientales par les exilés républicains de 1939. On notera que la première indication de la sardane dans une partition musicale nord catalane figure dans une cantate de Déodat de Séverac en 1911: El Cant del Vallespir. Séverac utilisa d'ailleurs les instruments de la cobla dans sa tragédie lyrique Héliogabale (1910), créée en plein air aux arènes de Béziers L'oratorio de Pablo Casals, El Pessebre (La Crèche) débute par une sardane jouée par un orchestre symphonique. La sardane fut évidemment popularisée hors de Catalogne par la chanson de Charles Trenet, « La jolie sardane » (1952) composée sur une musique rappelant la danse catalane.
Aujourd'hui, on la danse en habits de tous les jours, à la moindre occasion festive, car c'est une danse populaire vivante mais aussi en costumes folkloriques lors d'exhibitions. 
Elle n'était pas interdite sous Franco en Espagne comme cela est souvent dit, mais elle était très surveillée comme beaucoup d'expressions de l'identité catalane. Durant le franquisme, les Catalans la dansaient tout de même jusque devant la cathédrale de Barcelone. Tout comme la langue catalane, la sardane a été interdite pendant 7 ans sous la dictature de Primo de Rivera, jusqu'en 1930. Enric Morera dit de la sardane « C'est une danse, un hymne, un chant : c'est la Catalogne ».

## Cobla
La cobla est un ensemble instrumental de plein air composé de onze à treize musiciens jouant onze à treize parties écrites qui jouent avec des instruments à vent traditionnels, dont certains sont spécifiquement catalans, et d'autres appartiennent à l'instrumentarium classique de la musique populaire.

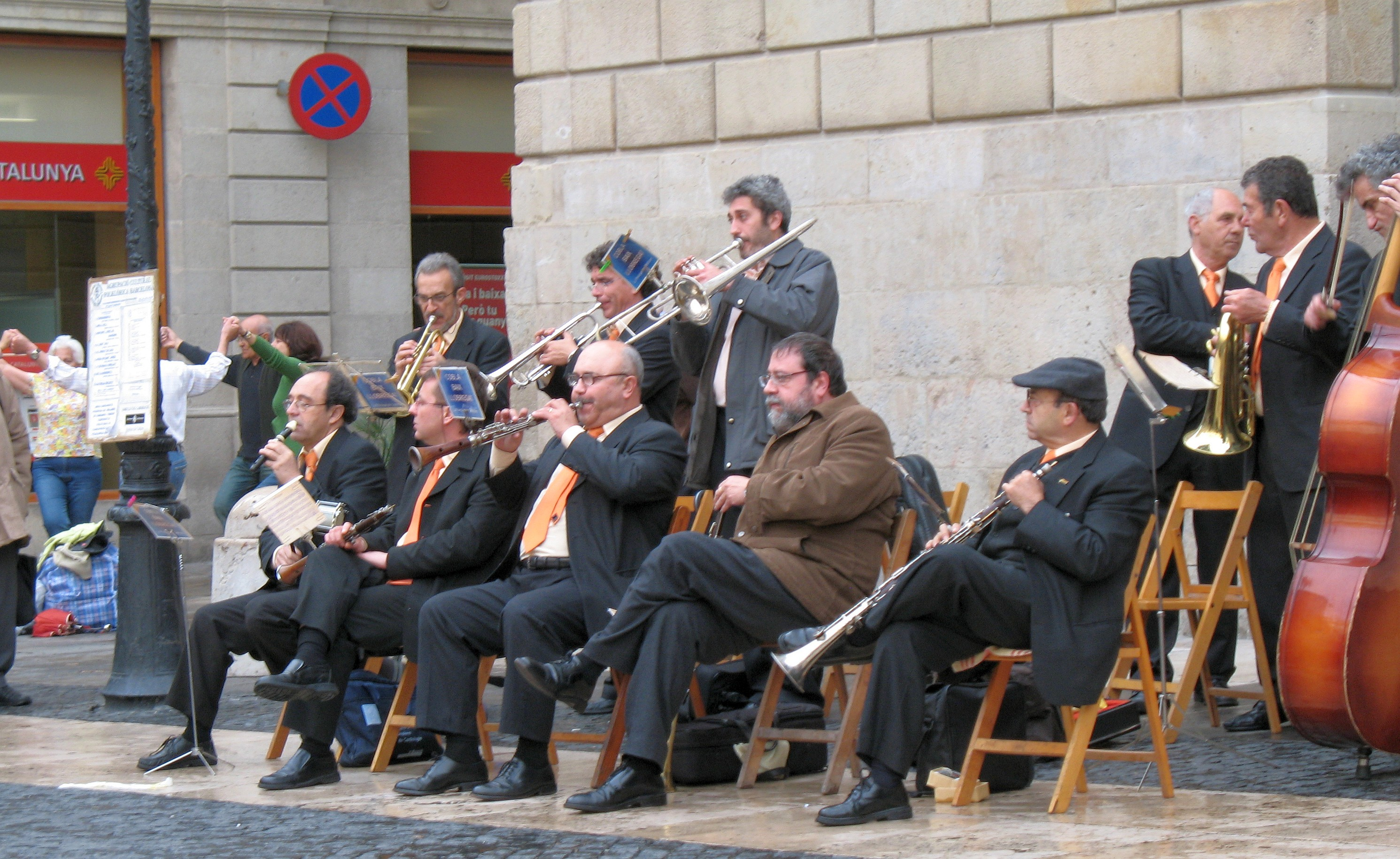
Cobla de sardane

- Instruments spécifiquement catalans : les deux tenores, les deux tibles — plus court et aigu que la tenora — apparentés à la famille des hautbois, mais avec une sonorité plus puissante; et le flabiol (apparenté à la flûte à bec piccolo), accompagné de son tamborí (petit tambour long et de section réduite) et que joue le même instrumentiste.
- Instruments non spécifiquement catalans : deux ou trois trompettes en si , un ou deux trombones à piston même si cet instrument est en voie d'abandon au profit du trombone à coulisse, deux fiscorns (bugles baryton de la famille du saxhorn en ut), ainsi qu'un instrument à cordes : la contrebasse à trois cordes.

## Fonctionnement de la sardane
La sardane commence toujours par une introduction d'appel à la danse exécutée par le flabiol et le tamborí.
Chaque sardane est composée de deux airs musicaux différents : celui des « pas courts » (à 
), et celui des « pas longs » (à 
). La sardane commence par les pas courts (deux fois), puis par les pas longs (deux fois aussi), les courts (encore deux fois) et enfin les longs (quatre fois cette fois-ci avec les deux derniers séparés par un intermède du flabiol très court, toujours la même mélodie transposée en fonction de la tonalité de la sardane). Durant ces intermèdes on ne danse pas, il faut bien se reposer (musiciens et danseurs), puis les musiciens répètent le dernier accord de la sardane de façon brève et sèche, très fort. Cela indique la fin de la danse et les danseurs « jettent » leur bras en avant d'un coup sec pour indiquer la fin de la danse en même temps que les musiciens.
Le musicien-compositeur est à l'origine du nombre de pas courts et de pas longs de chaque sardane, « comme il le souhaite ». De fait, ce nombre de pas correspond au nombre de mesures de la partition et dépend de son inspiration, et ce n'est qu'en fin d'écriture que ces chiffres s'imposent à lui.

## Costumes
Pour les exhibitions folkloriques, les costumes de la sardane peuvent être les traditionnels catalans : la barretina pour les hommes et la coiffe pour les femmes, la faixa (ceinture pour les hommes), une jupe pour elles, etc. Cela n'est pas très courant en Catalogne sud mais c'est plus à la mode en Roussillon actuellement.

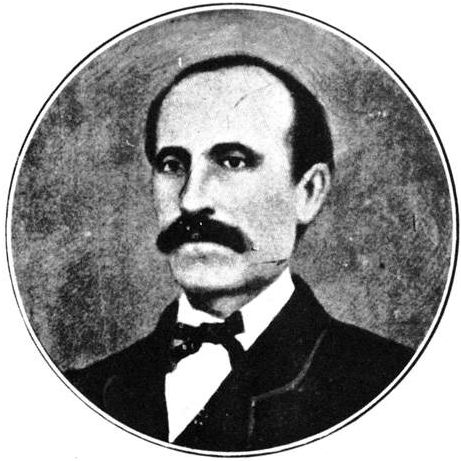
Pep Ventura.

Il y a aussi des costumes à sardanes plus modernes, et elle est très souvent dansée avec des vêtements courants de tous les jours. Pourtant, normalement les pieds sont chaussés avec des espadrilles, bien que les chaussures de sport ou les sandales soient également possibles. Elle est dansée par la jeunesse Catalane, du sud comme du Nord, à l'occasion de concours organisés dans toute la Catalogne. Ces concours sont organisés en championnats avec des catégories, d'infantils à vétérans.

## Compositeurs célèbres de sardane
La sardane est toujours composée de nos jours et plus de 200 œuvres sont écrites annuellement. Un concours de la sardane de l'année est ouvert pour chaque "saison sardaniste" avec une désignation par vote populaire. À ce jour, on a répertorié plus de 26 000 compositions sardanistes.
Pep Ventura (1818–1875) a écrit 500 œuvres dont les plus connues, toujours jouées aujourd'hui sont : Toc d'Oració, Cant dels ocells,  Per tú ploro.
Anna Fort i Comas (1934-) est l'une des compositrices contemporaines de sardane les plus connues.
Parmi les compositeurs notables se trouvent en particulier Max Havart, Olivier Marques, Antoni Agramont, Enric Morera, Josep Serra, Ramon Serrat, Joaquim Serra, Juli Garreta, Josep Saderra, Manuel Saderra i Puigferrer, Emili et Conrad Saló, Narcis Paulis, Tomas Gil Membrado (auteur de 1400 sardanes), Montserrat Campmany i Cortés, Manuel Oltra i Ferrer…

## Pablo Picasso
Lors d'un de ses passages et séjours à Céret, Picasso dessina la Sardane de la Paix. Ce tableau au fusain est visible au Musée d'art moderne de Céret.